# ماتریوشکا (نمایش‌نامه)
ماتریوشکا نام نمایشنامه‌ای هشت اپیزودی به ترجمه، نویسندگی، کارگردانی و بازیگری پارسا پیروزفر است. این نمایشنامه بیش از ۳۰ نقش دارد که پارسا پیروزفر خود به تنهایی ایفاگر نقش تمام شخصیت‌ها در طول اجرای این اثر نمایشی بوده‌است. ماتریوشکا از تابستان ۱۳۹۴ تا زمستان ۱۳۹۶ در شهرهای مختلفی از آمریکا و کانادا نظیر لس آنجلس، سن دیگو، برکلی، مونترآل و ونکوور و در ایران در شهر تهران به اجرا در آمد.

## نمایشنامه
ماتریوشکا نمایشنامه ای هشت اپیزودی است که بر اساس داستان‌های کوتاه آنتون چخوف توسط پارسا پیروزفر ترجمه و نوشته شده‌است و به صورت نمایش‌های کوتاه، مرتب و به هم پیوند خورده به صورت تک نفره (وان من شو) از تابستان ۱۳۹۴ تا زمستان ۱۳۹۶ به اجرا درآمد. ماتریوشکا بیش از ۳۰ نقش دارد که پارسا پیروزفر خود به تنهایی ایفاگر نقش تمام شخصیت‌های این اثر نمایشی بود. این نمایشنامه شامل داستان‌های کوتاهیست که به صورت نمایش‌های کوتاه اجرا می‌شوند، کمدی درام‌هایی چند پرسوناژی که روی صحنه به صورت مونودرام به اجرا در می‌آیند. ماتریوشکا به مدت دو سال در شهرهای مختلف آمریکا و کانادا نظیر لس آنجلس، سن دیگو، برکلی، مونترآل و ونکوور اجرا شد و مورد استقبال کم‌نظیر تماشاچیان قرار گرفت؛ و پس از پشت سر گذاشتن اجراهای متعددی به دلیل استقبال کم‌نظیر تماشاگران در ایران در شهر تهران، سرانجام در زمستان ۱۳۹۶ به پایان رسید. طراحی مینیمالیستی صحنه ماتریوشکا با یک صندلی، یک میز و یک چراغ رومیزی آنتیک روسی و طراحی لباس این اثر نیز طرح و ایده پارسا پیروزفر بود.
پارسا پیروزفر برای بازی در نمایش ماتریوشکا موفق به دریافت تندیس زرین بهترین بازیگر مرد در بخش بین‌الملل در سی و پنجمین جشنواره تئاتر فجر در سال ۱۳۹۶ شد.

## اپیزودها
- مرگ کارمند دولت (مرگ یک کارمند)
- چه طور دمیتری کولدارُف یک شبه معروف شد (شادی)
- محاکمه (به نقل از یک پرونده)
- جنون ادواری (داماد و پدر جان)نامه پارسا پیروزفر به محسن آزموده، روزنامه شرق (سال پانزدهم، شماره ۲۹۷۱)، ۳ مهرماه ۱۳۹۶

## نامه پارسا پیروزفر در توضیح پروسه شکل‌گیری «ماتریوشکا»
من برای نوشتن نمایش‌نامه ماتریوشکا، ابتدا ۱۰ داستان کوتاه چخوف را از انگلیسی به فارسی ترجمه کردم؛ ولی در نهایت هشت داستان را تبدیل به نمایش‌نامه نهایی کردم. داستان‌ها و شخصیت‌ها بسط و گسترش یافتند، تغییراتی کردند، داستان‌ها به هم پیوند خوردند و شخصیت‌های مشترک پیدا کردند (شخصیت‌هایی که گرچه گونه‌گون هستند، ولی هرکدام به شکلی نمایشگر ترس‌ها و حقارت بشرند). گاه حتی شخصیت‌هایی به داستان‌ها اضافه شد (مثل شخصیت سیمیون ماکسیمف که در واقع به داستان‌های چخوف افزوده شده) و در نهایت برای نمایش خیلی از موقعیت‌های توصیف‌شده در داستان‌های اصلی که گاه در چند جمله راوی به توصیف و تبیین فضا و موقعیت و نیز افکار و احساسات شخصیت‌های داستان می‌پردازد، سعی شده با خلق صحنه، اکت یا دیالوگی، راه‌حل مناسبی برای به نمایش درآوردن اتفاق مورد نظر پیدا شود.
فایلی که ضمیمه این نامه است، حاوی داستان‌های اصلی است با ترجمه سروژ استپانیان. عنوان اصلی داستان‌ها عبارت‌اند از: بی‌عرضه (تسویه‌حساب)، به‌نقل از یک پرونده (محاکمه)، مرگ یک کارمند (مرگ کارمند دولت)، در پستخانه (زن نجیبی که از میان ما رفت)، بوقلمون‌صفت، داماد و پدر جان (جنون ادواری)، خوشحالی (چطور دمیتری کولدارف یک‌شبه معروف شد)
- تسویه حساب (بی عرضه)
- زن نجیبی که از میان ما رفت (در پستخانه)
- شاهکار هنری (اثر هنری)
- بوقلمون صفت

## شخصیت های اثر نمایشی
اپیزود ۱:
- ایوان ایوانُویچ چِرْبیاکُف
- پیُتْر پِتْرُویچ (همکار ایوان ایوانُویچ)
- ژنرال بْریزیالُف
- یولیا (همسر ایوان ایوانُویچ)
- دیمیتری کولدارُف (منشی ژنرال بْریزیالُف)
- زالیخْواتْسکی (رئیس پلیس در خواب ایوان)

اپیزود ۲:
- دیمیتری کولدارُف
- بابا نیکُلای
- مامان

اپیزود ۳:
- قاضی دادگاه
- بازرس اوچومیِلُف
- سیدُرشِل مِتْسُف (مجرم)
- اُخُف (وکیل پرونده)
- شاهدان در دادگاه (پیرمرد)
- شاهدان در دادگاه (زنی که بیهوش شد)

اپیزود ۴:
- سیمْیُون ماکسیمُف (پیرمرد در بار، دوست دیمیتری)
- دیمیتری کولدارُف
- پیُتْر پِتْرُویچ
- کُندْراشکین (پدر ناستِنکا)
- دکتر

اپیزود ۵:
- دکتر
- یولیا واسیلیِوْنا (پرستار کودکان دکتر)

اپیزود ۶:
- پدر گریگوری
- سیمْیُون ماکسیمُف
- پیُتْر پِتْرُویچ
- کُپِرْتْسُف (رئیس پست خانه، همسر زن نجیب «آلیونا»)

اپیزود ۷:
- دکتر
  - ساشا (دوست دکتر، بیمار)
  - اُخُف (دوست دکتر، وکیل)
- شاشْکین (دوست اُخُف، بازیگر تئاتر)

اپیزود ۸:
- زالیخْواتْسکی (رئیس پلیس)
- دیمیتری کولدارُف (مرد مست)
- پاسبان یِلْدیریْن
- ژنرال ژیگالُف (این شخصیت در صحنه حضور نداشت، تنها از او یاد شد)
- ساشا
- پْرُخُرْ (آشپز ژنرال ژیگالُف)
- سگ ژنرال ژیگالُف

## اجراها

### در آمریکا
- اجرای نخست : Theatre West، لس آنجلس / ۱۳، ۲۰ و ۲۷ سپتامبر ۲۰۱۵[۱][۲]
- اجرای دوم : Theatre West، لس آنجلس / ۹ ژانویه ۲۰۱۶[۳][۴]
- اجرای سوم : AVO Playhouse، شمال سن دیگو / ۳۰ آوریل ۲۰۱۶[۵][۶]
- اجرای چهارم : Live Oak Theatre، برکلی / ۱۴ و ۱۵ می ۲۰۱۶[۷][۸]

### در کانادا
- اجرای نخست : Richmond Hill Centre for the Performing Arts، تورنتو / ۲ اکتبر ۲۰۱۵[۹]
- اجرای دوم : Richmond Hill Centre for the Performing Arts، تورنتو / ۲۲ ژانویه ۲۰۱۶[۱۰]
- اجرای سوم : D.B. Clarke Theatre، مونترآل / ۱۰ اکتبر ۲۰۱۵[۱۱][۱۲]
- اجرای چهارم : Kay Meek Arts Centre، ونکوور / ۲۴ آوریل ۲۰۱۶[۱۳]

### در ایران
- اجرای نخست : تماشاخانه ایرانشهر - سالن استاد ناظرزاده کرمانی، تهران / ۱۵ شهریور تا ۱۶ مهر ۱۳۹۵[۱۴]
- اجرای دوم : تماشاخانه پالیز، سالن ۱، تهران / ۰۱ آذر تا ۱۲ بهمن ۱۳۹۵[۱۵]
- اجرای سوم : تماشاخانه پالیز، سالن ۱، تهران / ۰۸ مرداد تا ۲۴ شهریور ۱۳۹۶[۱۶]
- اجرای چهارم : ایرانشهر - سالن استاد ناظرزاده کرمانی، تهران / ۲۶ شهریور تا ۰۶ مهر ۱۳۹۶[۱۷]

## عوامل و بازیگران
طراح و کارگردان: پارسا پیروزفر
نویسنده و مترجم: پارسا پیروزفر
بازیگر: پارسا پیروزفر ایفاگر نقش تمام شخصیت‌های اثر نمایشی
مجری طرح: نورالدین حیدری ماهر
طراح صحنه و لباس: پارسا پیروزفر
دستیار کارگردان و برنامه‌ریز: محمد گودرزیانی
ان 
دستیار طراح صحنه و لباس: بهاره مصدقیان
گرافیست و عکاس: محمد صادق زرجویان
مدیر صحنه: آرش صفایی

## جوایز
- اهدای تندیس زرین بازیگری سی‌وپنجمین جشنوارهٔ تئاتر فجر به پارسا پیروزفر برای بازی در نمایش ماتریوشکا، ۱۳۹۵[۱۸]